# Église Saint-Leu d'Amiens
L'église Saint-Leu (en picard local : église Sant-Leu) est une église catholique d'Amiens, en France, située dans le quartier Saint-Leu dans le centre-ville. C'est, après la cathédrale dont elle est toute proche, la plus ancienne église d'Amiens.

## Histoire du monument
L'histoire de l'église Saint Leu nous est véritablement connue à partir du XVe siècle, période de prospérité retrouvée pour la ville d'Amiens. L'église fut reconstruite et rendu au culte en 1449. Elle fut agrandie à la fin du XVe siècle. Le financement fut le fait presque exclusivement des paroissiens.
Dans la matinée de Pâques 1581, une violente tempête fit s'effondrer la toiture du clocher ce qui provoqua la mort de 68 personnes.
En 1747, la charpente et la couverture de l'église furent rénovées.
Le 12 juillet 1790, l'Assemblée nationale constituante adoptait la loi sur la Constitution civile du clergé. La ville d'Amiens ne conservait que cinq paroisses dont celle de l'église Saint Leu. L'abbé Delgove, curé de la paroisse refusa de prêter le serment constitutionnel et dut émigrer.
En 1793, l'église Saint-Leu fut dépouillée de son mobilier et transformée en magasin de fourrage pour l'armée.
Sous le Directoire, l'église Saint Leu fut rendue au culte le 16 octobre 1796.
La Commission des Monuments historiques classa l'église Saint Leu dans la première liste de 1840. Elle fut retirée de cette liste lors des révisions qui furent faites par la suite, mais fut définitivement classée monuments historiques en 1906.
Le 29 décembre 1841, Antoine Daveluy dit sa première messe dans l'église Saint Leu, sa paroisse.
En 1853, la municipalité d'Amiens  chargea l'architecte de la ville, Vigreux, de mener les travaux de restauration qui se limitèrent à améliorer l'écoulement des eaux. L'intérieur de l'église fut réparé et décoré sous l'impulsion de l'abbé Gaudissart, curé-doyen de la paroisse.
En 1918, les derniers vitraux anciens de l'église furent détruits par les bombardements lors de l'offensive allemande.
Les bombardements de la Seconde Guerre mondiale épargnèrent l'église.

## Caractéristiques

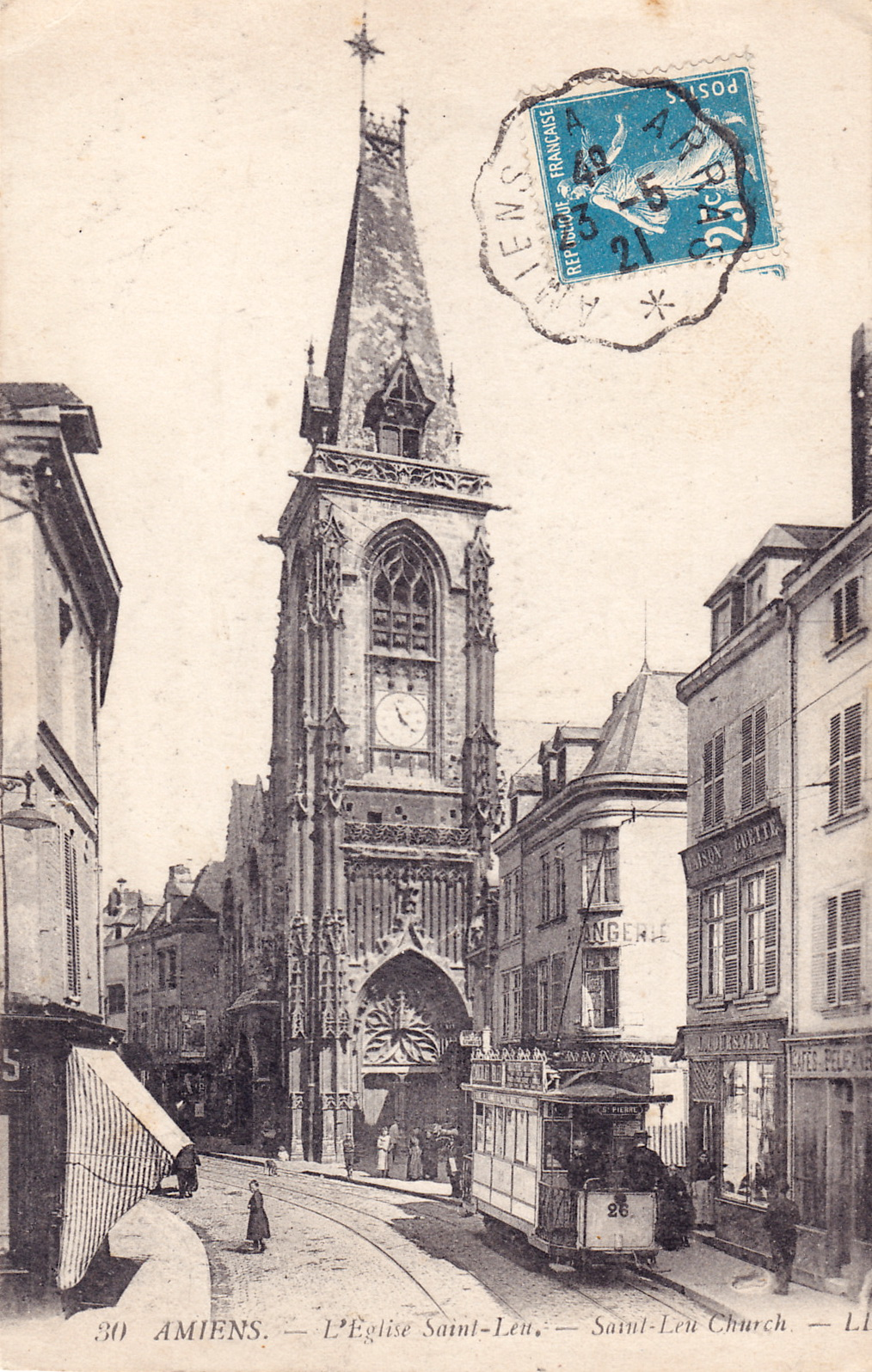
L'église dans les années 1910, avec devant une rame de l'ancien tramway d'Amiens.

### Extérieur
L'église Saint-Leu date XVe siècle, elle est de style gothique flamboyant. Elle a été construite en craie sur un soubassement en grès, selon un plan basilical simple à trois nefs d'égale largeur et d'égale hauteur suivant le modèle de l'église halle.
Le clocher-porche a été construit vers 1500. Le portail d'entrée situé à la base méridionale du clocher a été refait au XIXe siècle. La partie supérieure du clocher est occupée par des arcatures aveugles flamboyantes. Au sommet une balustrade et quatre gargouilles d'angle sont surmontées par une haute toiture à pavillon, typique de la région.

### Intérieur
Les nefs sont couvertes de berceaux brisés en bois réalisés au XVe siècle par Ernoul et Jean Le Messier. Après la restauration du XIXe siècle, ils ont été couverts d'enduit. Le berceau du collatéral sud est garni de clefs de voûte sculptées en forme d'ange tenant un blason peint au XIXe siècle. On reconnaît les armes de  l'évêque, celles du chapitre cathédral, et celle d'Adrien d'Hénencourt, doyen du chapitre en 1530. Les trois nefs sont terminées par des murs droits très irréguliers. Les nefs sont séparées par cinq arcades au sud et six au nord.
La première travée du collatéral sud est occupée par le clocher. Les arcades retombent sur des piliers ronds à base buticulaire, sans chapiteau. Le second ressaut des grandes arcades repose sur des culs-de-lampe sculptés. Dans le collatéral sud, un autel en bois est surmonté d'une statue de saint Roch, dans le collatéral nord, un autel en bois est surmonté d'une statue de sainte Philomène.
Au XVIe siècle, on construisit la tribune avec ses escaliers en bois sculpté qui occupent le revers de la façade.
Le chœur conserve un maître-autel surmonté d'une gloire du XIXe siècle. Dans la nef nord, un autel dédié à la Vierge est surmonté d'une statue de la Vierge à l'Enfant, de chaque côté de l'autel se trouve une statue dont un saint Joseph à gauche. Dans la nef sud, un autel est dédié au sacré-cœur de Jésus avec de chaque côté une statue : saint Louis à gauche, sainte Elisabeth à droite.

#### Décoration intérieure
L'église conserve un certain nombre d’œuvres d'art dont certaines sont classées monuments historiques :
- un Christ de pitié en bois des XVe et XVIe siècles, dans une niche près de l'entrée de l'église.
- le maître-autel du sculpteur Jean-Baptiste Carpentier. Sa précédente gloire eucharistique (détruite à la Révolution) est attribuée au même sculpteur. La gloire actuelle est due aux frères Duthoit.
- une statue de saint Leu de Jean-Baptiste Carpentier.
- une statue de la Vierge de l'Annonciation de Jean-Baptiste Dupuis, provenant du couvent des Célestins d'Amiens.
- une statue de saint Michel de Jacques-Firmin Vimeux.
- une statue de Saint Jean-Baptiste de François Cressent.
- une chaire de François Cressent, provenant de l'abbaye des Prémontrés d'Amiens.

#### Orgues
- Orgue de tribune : le premier orgue dont il ne subsiste presque aucun trace remonterait au XVIe siècle. Charles Dallery reconstruisit l'instrument en 1750-1751 en modifiant le précédent orgue du XVIIe siècle. En 1839-1840, les Frères basiliens de l'abbaye de Valloires construisirent l'orgue actuel en réutilisant le matériel ancien (approximativement 6 jeux) sous la direction de Frère Bonaventure. En 1875, Paul Deldine modifia et agrandit l'orgue : déplacement du positif derrière le récit, suppression des mutations et mixtures, accord au ton moderne (de l'époque). Salomon Van Bever reconstruisit la mécanique, modifia légèrement la composition et réharmonisa l'orgue. Un relevage fut effectué en 1938 par Jules Bossier qui installa la turbine électrique actuelle. Geoffroy Asselin intervint en 1970 afin de faire entendre l'instrument, qui était en mauvais état, actuellement hors service[3].
- Le buffet du XVIIIe siècle est constitué d'un grand corps à cinq tourelles et d'un positif de dos à trois tourelles. Le buffet et l'instrument ont été inscrits (1987) puis classés monuments historiques au titre d'objet, le 12 octobre 2001[4].

## Parvis

### Demeurre IVd'Étienne Martin
Au pied de l'église Saint-Leu, sur la Petite Rue Saint-Leu se trouve une sculpture atypique signée Étienne Martin. Appelée Demeure IV, elle incarne, depuis 1961, la vision de l'artiste de ce qu'est une maison.
Originellement placée sur la place Léon Gontier, face à la Maison de la Culture, à Amiens, elle a été déplacée après quelque temps à son emplacement actuel.